# Alexine Tinne
Alexandrine "Alexine" Pieternella Françoise Tinne (Haia, 17 de outubro de 1835 - Murzuque, Fezã (hoje Líbia), África Central, 1 de agosto de 1869) foi uma exploradora neerlandesa, pioneira da fotografia e a primeira mulher europeia a tentar cruzar o deserto do Saara.
Alexine era filha de Philippe Frédéric Tinne (1772-1844) e da Baronesa Henriette van Capellen. Philip Tinne era um rico comerciante neerlandês que se tinha estabelecido na Inglaterra durante as Guerras Napoleónicas e mais tarde regressou à sua terra natal. Casou com Henriette van Capellen, filha de um famoso vice-almirante, Theodorus Frederik van Capellen, em segundas núpcias. Alexine nasceu quando o pai tinha 63 anos. O pai morreu 10 anos depois deixando a filha como a mulher mais rica dos Países Baixos. Alexine foi educada em casa e desenvolveu um grande domínio do piano.

## Viagem a África

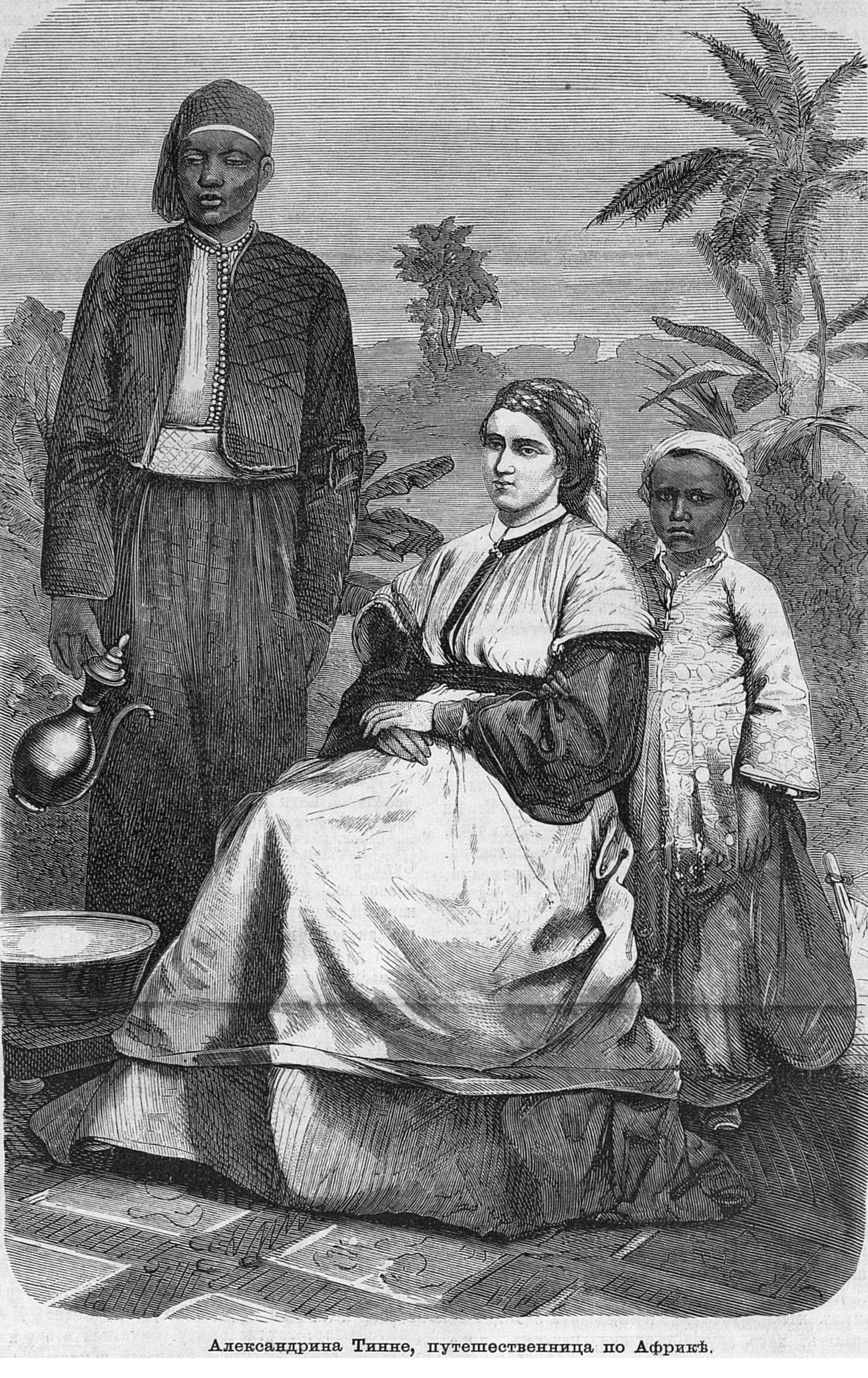
Alexine Tinne em África

Alexine saiu da Europa no verão de 1861 para visitar a região do Nilo Branco. Acompanhada peala mãe e tia, partiu em 9 de janeiro de 1862. Após uma curta estadia em Cartum, a expedição subiu o Nilo Branco até Gondokoro, e o grupo foi o primeiro de mullheres europeias a visitar o local. Alexine adoeceu e viram-se obrigadas a regressar, voltando a Cartum em 20 de novembro. Em 1863 iniciaram uma segunda expedição na região, com Theodor von Heuglin e Hermann Steudner, mas nessa viagem morreram a mãe de Alexine e também Steudner. Nessa viagem, subindo ao Bahr-el-Ghazal, o limite de navegação foi atingido em 10 de março. De Mishra-er-Rek, a viagem foi feita por terra, através do Bahr Jur e sudoeste pelo Bahr Kosango para Jebel Kosango, nas fronteiras do país Niam-Niam. Durante a viagem, todos os viajantes sofreram severamente de febre. Um estudante morreu em abril e a mãe de Tinne em julho, seguida por duas empregadas holandesas. Depois de muitas viagens e perigos, o restante da festa chegou a Cartum no final de março de 1864, quando a tia de Tinne, que tinha permanecido em Cartum, morreu. Tinne enterrou a tia e uma empregada e trouxe o cadáver da mãe e da outra empregada de volta ao Cairo. John Tinne, seu meio-irmão de Liverpool, visitou-a entre janeiro e fevereiro de 1865, com a intenção de persuadi-la a regressar a casa com ele. Tinne não quis ser persuadida e João saiu com os dois cadáveres e uma grande parte da sua coleção etnográfica. O corpo da mãe foi mais tarde enterrado no cemitério Oud Eik en Duinen, na Haia. A coleção etnográfica de Tinne foi doada por John ao Museu Público (atual Museu Mundial de Liverpool).
No Cairo, Tinne viveu em estilo oriental durante os quatro anos seguintes, visitando a Argélia, Tunísia e outras partes do Mediterrâneo. Uma tentativa de chegar aos tuaregues em 1868 a partir de Argel falhou. No entanto, os resultados científicos e geográficos das suas expedições são muito importantes. Durante os quatro anos seguintes, Alexine Tinne permaneceu no Oriente, visitando a Argélia, a Tunísia e outras partes da costa africana no Mar Mediterrâneo.

## Expedição ao Saara e morte
Em janeiro de 1869 fez mais uma tentativa para alcançar as tribos tuaregues. Partiu de Tripoli com uma caravana, tentando alcançar o lago Chade. Em Murzuque encontrou-se com o explorador alemão Gustav Nachtigal, com quem tentou cruzar o deserto. Na madrugada de 1 de agosto, na rota de Murzuk a Ghat, foi assassinada juntamente com dois marinheiros neerlandeses, aparentemente por tuaregues em conivência com membros da sua escolta.
Há várias teorias sobre o motivo, nenhuma delas comprovada. Uma delas é que os seus guias acreditavam que os tanques de água de ferro estavam cheios de ouro. Também é possível que a sua morte tenha ocorrido na sequência de um conflito político interno entre os chefes locais tuaregues. Outro explorador, Erwin von Bary, que visitou a mesma área na década de 1870, conheceu os participantes do assalto e descobriu que tinha sido um golpe contra o "grande velho" dos Tuaregues do Norte, Ikhenukhen, que ia ser retirado da sua poderosa posição, e os meios eram para ser a morte dos cristãos — apenas para provar que Ikhenukhen era demasiado fraco para proteger os viajantes. Dada a discórdia interna entre o Norte de Tuareg que durou até à ocupação otomana da província de Fezzan (Sul da Líbia), esta versão é a explicação mais provável do massacre de outra forma desmotivado.
Acreditava-se que as suas coleções de espécimes etnográficos em Liverpool foram destruídas em 1941 durante um bombardeamento. A igreja construída na sua memória em Haia foi igualmente destruída. Pesquisas recentes revelaram, no entanto, que cerca de 75% (mais de 100 objetos) da sua coleção etnográfica sobreviveram ao ataque aéreo. Além do seu valor como documento das suas duas viagens no Sudão, a sua coleção, juntamente com a contemporânea de Heuglin em Estugarda (o Museu das Tílias), representam espécimes raros de uma data antiga pertencente a culturas materiais no Sudão.
Um pequeno marcador perto de Juba, no Sudão do Sul, que comemora os exploradores do Nilo do século XIX, tem o seu nome, bem como uma placa de janela em Tânger. Muitos dos seus restantes documentos, incluindo a maioria das suas cartas de África, estão guardados no Arquivo Nacional de Haia. As suas fotografias estão no Arquivo Nacional e no Arquivo Municipal de Haia.